# Кутлумушка кула
Кутлумушката кула (на гръцки: Πύργος Μονής Κουτλουμουσίου) е отбранително съоръжение, разположено в манастира Кутлумуш на полуостров Света гора, Халкидики, Гърция.

## Описание
Отбранителната кула на манастира се намира в западния край на южното крило. Кулата е построена в 1508 година. Тя се намира до камбанарията и в нея се помещава иконната сбирка на манастира.